# Acacia comosa
Acacia comosa é uma espécie de leguminosa do gênero Acacia, pertencente à família Fabaceae.